# Rio Caparaó
O rio Caparaó é um curso de água que banha a Zona da Mata do estado de Minas Gerais, no Brasil. É um afluente da margem esquerda do rio São João, o principal formador do rio Itabapoana.

## Características
As nascentes do rio Caparaó localizam-se nas proximidades do pico da Bandeira, no município de Alto Caparaó, a uma altitude de aproximadamente 2 660 metros. Em seu percurso, banha a zona urbana de Alto Caparaó e o município de Caparaó. Sua foz no rio São João situa-se nas proximidades da cidade de Espera Feliz.